# مريم بن مولود
مريم بن مولود (من مواليد 17 يوليو 1980)، مهندسة دولة في الإعلام الآلي، تشغل منصب محافظة سامية للرقمنة برتبة وزير في الجزائر منذ 6 سبتمبر 2023، بعد أن كانت وزيرة للرقمنة وَالإحصائيات منذ 16 مارس 2023.

## المسار المهني
بدأت مسيرتها المهنية عام 2009 في الوكالة الوطنية لمسح الأراضي، حيث شغلت عدة مناصب:
- رئيسة المكتب المركزي لأنظمة المعلومات (2009-2011)
- مديرة فرعية لأنظمة المعلومات (2011-2018)
- مديرة الإنتاج بالنيابة (2015-2018)
- مديرة الإنتاج (2018-2021)

كما كانت رئيسة مشروع لدى لجنة تسيير برنامج عصرنة الوكالة الوطنية لمسح الأراضي في إطار دعم تنفيذ اتفاق الشراكة مع الاتحاد الأوروبي من 2017 إلى 2019. في الفترة من 2021 إلى مارس 2023، شغلت منصب مديرة أنظمة المعلومات المكلفة برقمنة مصالح أملاك الدولة.
شغلت عضوية دائمة في المجلس الوطني للإعلام الجغرافي من 2022 إلى مارس 2023، وعضوية في اللجنة الوطنية لتبسيط الإجراءات الإدارية من 2015 إلى 2023. كما كانت عضوة في المجلس الوطني لتحسين مناخ الأعمال في الجزائر من 2015 إلى 2021.
في 16 مارس 2023، عُيّنت وزيرة للرقمنة والإحصائيات. وفي 6 سبتمبر 2023، تم تعيينها محافظة سامية للرقمنة برتبة وزير.